# Arthur Newell Strahler
Arthur Newell Strahler (Kolhapur, 20 de fevereiro de 1918 - Nova Iorque, 6 de dezembro de 2002) foi um indiano geógrafo climatólogo e professor de geociências da Universidade de Columbia. Que em 1952 desenvolveu a ordem sequencial de Strahler, que classificar um trecho da rede fluvial, baseando-se na hierarquia e potência de seus afluentes (ramificações).
Durante o século XX, Strahler foi um dos responsáveis pela mudança da geomorfologia do tipo qualitativa para o tipo quantitativa.

## Biografia
Em fevereiro de 1918, Strahler nasceu em Kolhapur (Índia), filho dos missionários Milton e Harriet Strahler.
O interesse por geologia foi desenvolvido como aluno de graduação no College of Wooster (Ohio) sob orientação de Karl Ver Steeg; proseguindo com a pós-graduação na Universidade de Columbia sob orientação de Douglas Johnson.

### Artigos
Arthur Strahler é autor das seguintes publicações:
- 1940: Landslides of the Vermilion and Echo Cliffs - Arizona, Journal of Geomorphology 3: 285–301.
- 1944:
  - Geomorphic Significance of Valleys and Parks of the Kaibab and Coconino Plateaus - Arizona, Science 100: 219–220.
  - Valleys and Parks of the Kaibab and Coconino Plateaus - Arizona, Journal of Geology 52: 361–387.
- 1945:
  - Geomorphology and Structure of the East Kaibab Monocline - Arizona e Utah, Geological Society of America Bulletin 56: 107–150.
  - Hypotheses of Stream Development in the Folded Appalachians of Pennsylvania - Geological Society of America Bulletin 56: 45–87.
  - Erosional Development of Streams and Their Drainage Basins: Hydrophysical Approach to Quantitative Morphology - Geological Society of America Bulletin 56: 275–370.
- 1946:
  - Elongate Intrenched Meanders of Conodoguinet Creek - PA, American Journal of Science 244: 31–40.
  - Geomorphic Terminology and Classification of Land Masses -  Journal of Geology 54: 32–42.
- 1948: Geomorphology and Structure of the West Kaibab Fault Zone and Kaibab Plateau - Arizona, Geological Society of America Bulletin 59: 513–540.
- 1950:
  - Davis’ Concepts of Slope Development Viewed in the Light of Recent Quantitative Investigations - Annals of the Association of American Geographers 40: 209–213.
  - Equilibrium Theory of Erosional Slopes Approached by Frequency Distribution Analysis - American Journal of Science248: 673–696, 800–814.
- 1952:
  - Dynamic Basis of Geomorphology - Geological Society of America Bulletin 63: 923–938.
  - Hypsometric (Area-Altitude) Analysis of Erosional Topography - Geological Society of America Bulletin 63: 1117–1141.
- 1954: Statistical Analysis in Geomorphic Research - Journal of Geology 62: 1–25.
- 1956:
  - Quantitative Slope Analysis - Geological Society of America Bulletin 67: 571–596.
  - The Nature of Induced Erosion and Aggradation - In Man’s Role in Changing the Face of the Earth,  Chicago: University of Chicago Press.
- 1957: Quantitative Analysis of Watershed Geomorphology - Transactions, American Geophysical Union 38: 913–920.
- 1958: Dimensional Analysis Applied to Fluvially Eroded Landforms - Geological Society of America Bulletin 69: 279–299.
- 1960: Objective and Quantitative Field Methods of Terrain Analysis - U.S. Office of Naval Research Final Report of Contract 266-50.
- 1964: Final Report of Project NR 388-057 - U.S. Office of Naval Research Final Report of Contract 266-68.
- 1966: A Geologist’s View of Cape Cod - Garden City, NY: American Museum of Natural History [by] Natural History Press.
- 1978: The Spokane Flood Controversy and the Martian Outflow Channels - Science 202: 1249–1256.
- 1980: Systems Theory in Physical Geography - Physical Geography 1: 1–27.
- 1985: Tinkler, Keith J. A Short History of Geomorphology - London: Croom Helm.
- 1987: Science and Earth History: The Evolution/Creation Controversy - Buffalo, NY: Prometheus.
- 1992:
  - Quantitative/Dynamic Geomorphology at Columbia 1945–60: A Retrospective - Progress in Physical Geography 16: 65–84.
  - Understanding Science: An Introduction to Concepts and Issues - Buffalo, NY: Prometheus.
  - New Wine in Old Bottles: The Historiography of a Paradigm Change - Geomorphology 5: 251–263.
- 1998: Plate Tectonics. Cambridge, MA: Geo-Books.
- 2002: Obituary of Strahler, Arthur Newell - Santa Barbara News-Press.
- 2004: Arthur Newell Strahler (1918–2002) - Annals of the Association of American Geographers 94: 671–673.

### Livros
Arthur Strahler é autor dos seguintes livros:
- 1951: Physical geography, New York: Harper & Row.
- 1960: Objective and Quantitative Field methods of terrain analysis, New York: Harper & Row.
- 1963: Earth sciences, New York: Harper & Row.
- 1965: Introduction to physical geography, New York: Harper & Row.
- 1966: A geologist's view of Cape Cod, Natural History Press.
- 1971: Earth sciences, New York: Harper & Row.
- 1972: Planet Earth: its physical systems through geologic time, New York: Harper & Row.
- 1973: Introduction of physical geography, New York: John Wiley.
- 1974: Introduction to environmental science, New York: John Wiley.
- 1976: Elements of physical geography, New York: John Wiley.
- 1978: Modern physical geography, New York: John Wiley.
- 1987: Science and Earth History: The Evolution/Creation Controversy, New York: John Wiley.
- 1990: Plate tectonics, New York: John Wiley.